# Lychnodiscus papillosus
Lychnodiscus papillosus är en kinesträdsväxtart som beskrevs av Ludwig Radlkofer och Adolf Engler. Lychnodiscus papillosus ingår i släktet Lychnodiscus och familjen kinesträdsväxter. Inga underarter finns listade i Catalogue of Life.